# Malmbanan

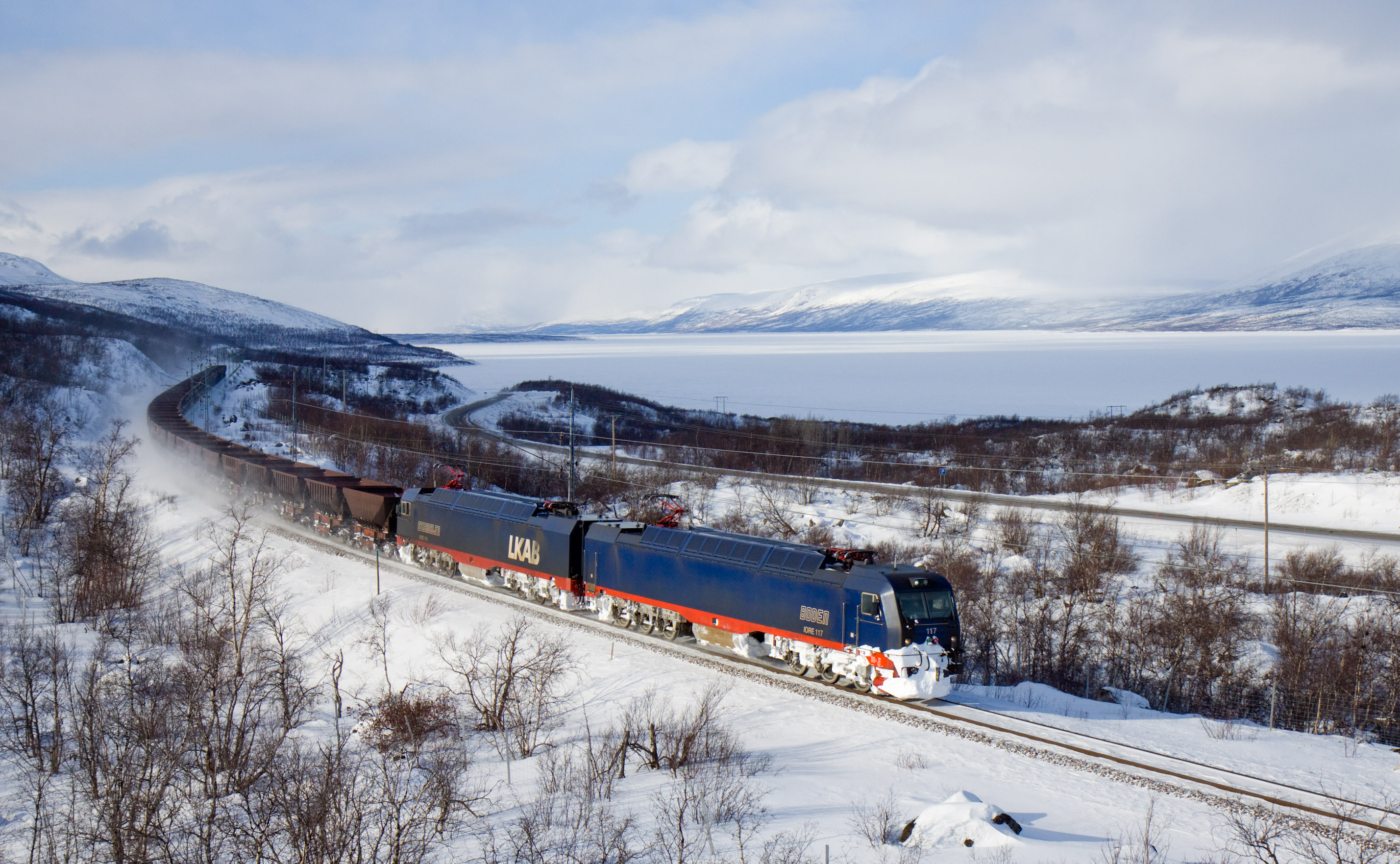
Un treno di carri (vuoti) per minerali ferrosi con in testa un locomotore Bombardier IORE percorre la Malmbana lungo il lago Torneträsk presso Kiruna.

La ferrovia Narvik–Luleå, anche nota come Malmbana (letteralmente linea dei minerali), è una linea ferroviaria che parte dalla città norvegese di Narvik e raggiunge la città di Luleå in Svezia.

La Malmbana, lunga 473 km, è costituita da due tratte:
- la linea Narvik–Bjørnfjell od Ofotbanen[1], in territorio norvegese, gestita da Bane NOR;
- la linea Bjørnfjell–Luleå o Malmbanan[1], in territorio svedese, gestita da Trafikverket.

## Nome
Il nome deriva dal fatto che la linea fu costruita per far giungere sulla costa svedese i minerali ferrosi estratti dalle zone minerarie del Norrbotten. Con il termine Malmbanan si è passati dall'indicare l'originale tratta svedese ad indicare tutta la linea compresa del tratto norvegese.